# Le Refuge du loup
Pour plus de détails, voir Fiche technique et Distribution.
Le Refuge du loup (Vlčí bouda) est un film tchécoslovaque réalisé par Věra Chytilová, sorti en 1987. Il fait partie de la sélection officielle à la Berlinale 1987.

## Fiche technique
- Titre : Le Refuge du loup
- Titre original : Vlčí bouda
- Titre anglais : Wolf's Hole
- Réalisation : Věra Chytilová
- Scénario : Věra Chytilová et Daniela Fischerová
- Pays d'origine :  Tchécoslovaquie
- Format : Couleurs - 35 mm - Mono
- Genre : horreur, science-fiction
- Durée : 92 minutes
- Date de sortie : 1987

## Distribution
- Miroslav Macháček : Daddy
- Tomáš Palatý : Dingo
- Štěpánka Červenková : Babeta
- Jan Bidlas : Jan
- Rita Dudusová : Gitka
- Irena Mrožková : Linda
- Hana Mrožková : Lenka
- Norbert Pycha : Marcipan
- Simona Racková : Gaba
- Roman Fišer : Jozka
- Frantisek Stanek : Petr
- Radka Slavíková : Emilka
- Jitka Zelenková : Brona
- Petr Horáček : Alan
- Nina Divíšková : mère de Jan